# Honorowi obywatele Królewskiego Wolnego Miasta Sanoka

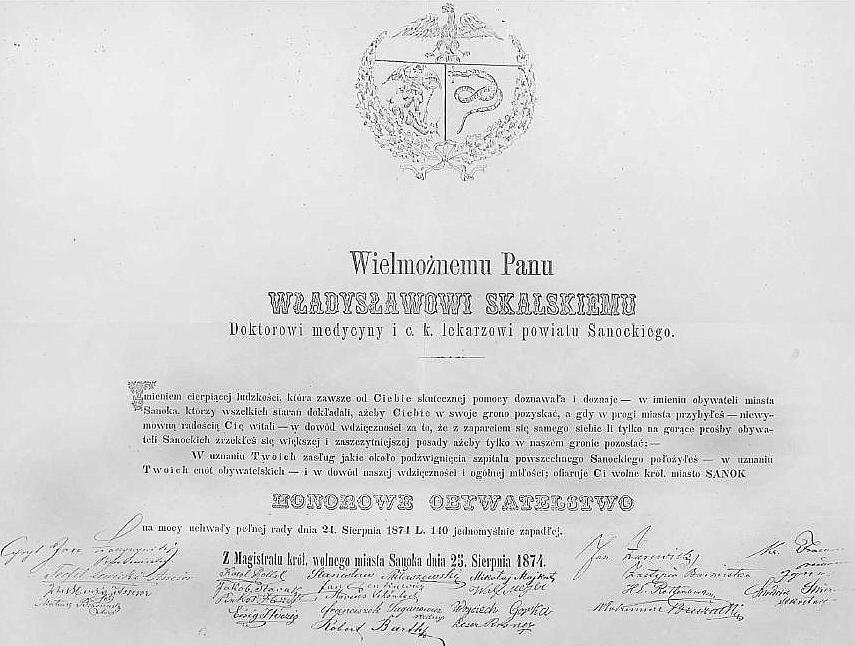
Dyplom nadania honorowego obywatelstwa miasta Sanoka dr. Władysławowi Skalskiemu (1874)

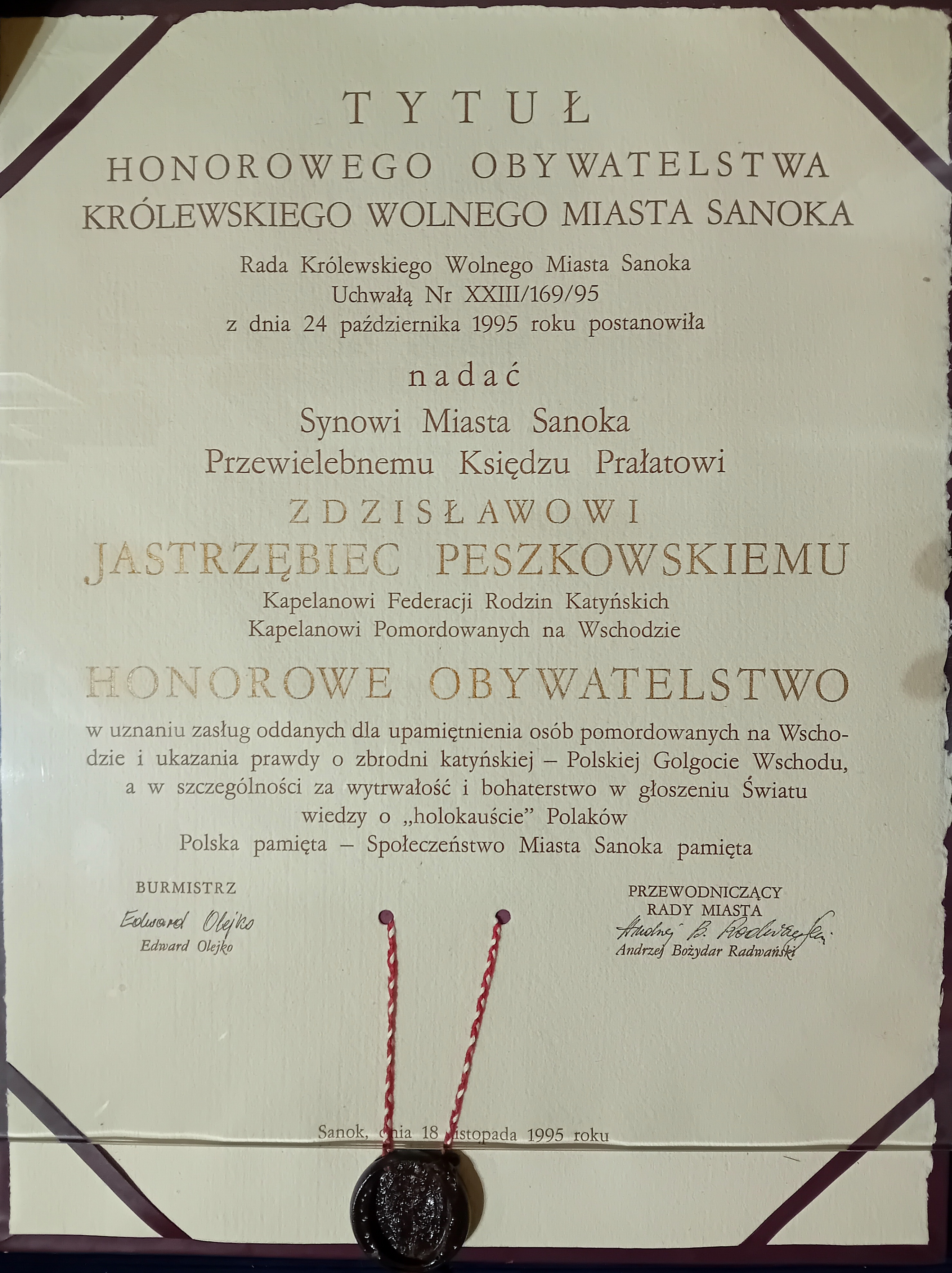
Dyplom nadania tytułu przyznanego ks. Zdzisławowi Peszkowskiemu w 1995

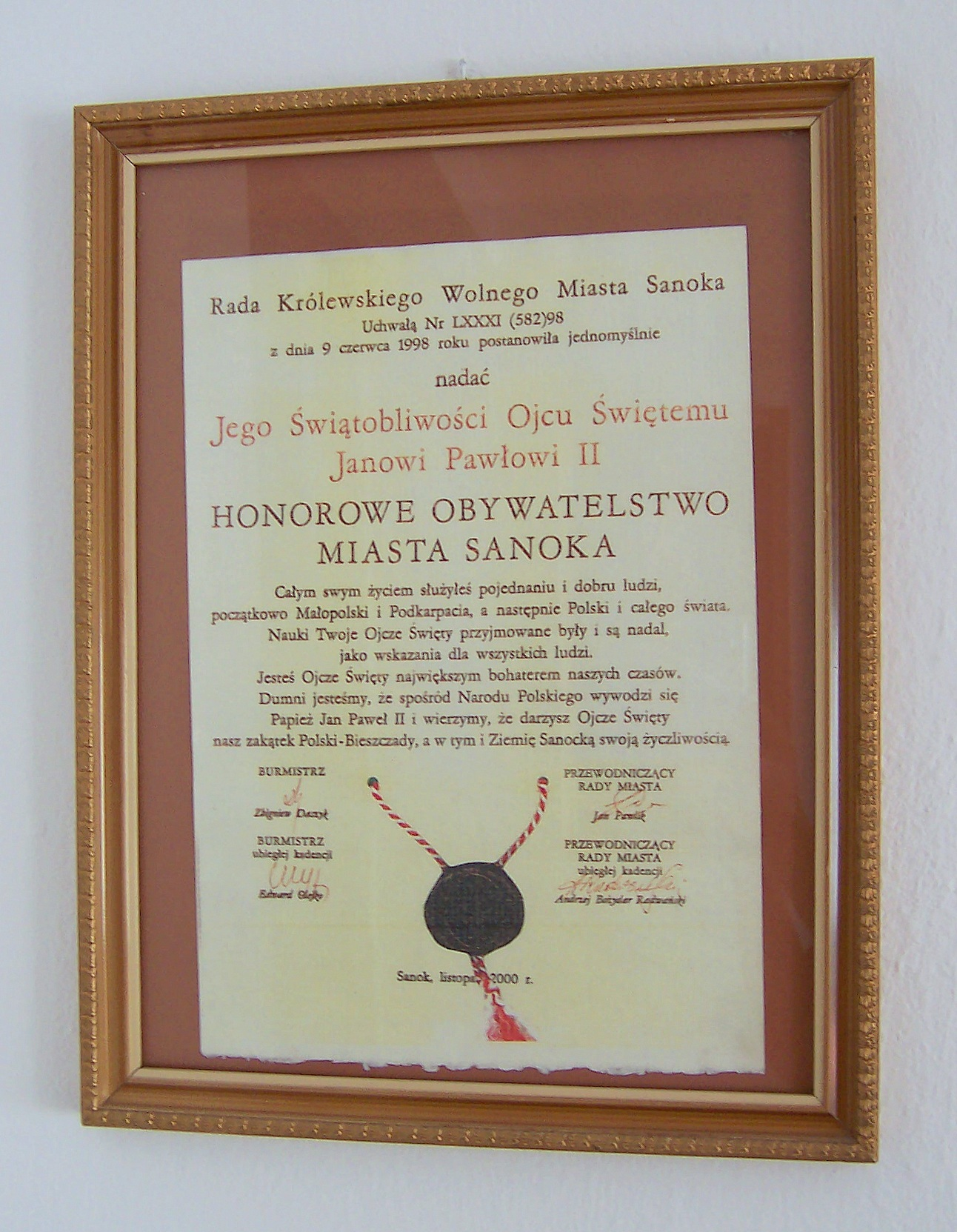
Przedruk dyplomu nadania honorowego obywatelstwa miasta Sanoka Janowi Pawłowi II z 1998, wywieszony w kancelarii parafii Przemienienia Pańskiego w Sanoku

Tytuł Honorowego Obywatelstwa Królewskiego Wolnego Miasta Sanoka – honorowe obywatelstwo Sanoka przyznawane przez władze miasta osobom szczególnie zasłużonym dla Sanoka oraz wybitnym osobistościom.

## Historia
Tytuł przyznawano od XIX wieku do 1939, po czym reaktywowano po 1990 roku. Wnioski o nadanie tytułu ma prawo wysuwać Rada Miasta Sanoka, radni i każdorazowo burmistrz Sanoka. Decyzja o nadaniu tytułu jest kompetencją Rady Miasta Sanoka. W niektórych przypadkach wnioski o nadanie tego tytułu były oddalane decyzją tego gremium. Wyróżnienie było przyznawane za wkład pracy na rzecz miasta Sanoka lub kraju, za konkretną działalność, dzieło i pracę.
Początkowo wyróżniano honorowym obywatelstwem Sanoka w XIX wieku w trakcie zaboru austriackiego. Pierwszy przypadek nadania miał miejsce w 1848. Po wprowadzeniu autonomii galicyjskiej, tj. 1867, pierwszym honorowym obywatelem Sanoka został w tymże roku Agenor Gołuchowski, przy czym w protokole z posiedzenia Rady Miejskiej z 30 grudnia 1867 dotyczącym spawy przygotowania fizycznego („wygotowania”) dyplomu podano określenie „mieszczaństwo honorowe”. 17 lutego 1868 uchwalono, by „sprawić księgę do zapisywania honorowych obywateli”. Po odzyskaniu niepodległości przez Polskę tytuły honorowego obywatelstwa Sanoka przyznawano w latach II Rzeczypospolitej (do 1939) oraz III Rzeczypospolitej (od 1989).
W większości przypadków wręczenie tytułu odbywało się podczas uroczystości w Sanoku, lecz w kilku przypadkach – osobistości ogólnopaństwowych – delegacja władz miasta udawała się do innego miasta (Lwów, Wiedeń), ażeby wręczyć wyróżnienie. Osoba uhonorowana tytułem otrzymywała dyplom nadania, uprzednio wykonany w sanockiej drukarni Karola Pollaka.
W latach od 1939 do 1989 tytuł honorowego obywatelstwa sanocka nie był przyznawany. W 1984 Miejska Rada Narodowa (MRN) w Sanoku podjęła uchwałę o ustanowieniu Księgi Honorowego Obywatelstwa Miasta Sanoka. Decyzją Rady Miejskiej w 1989 przywrócono wyróżnienie

## Uhonorowani
Podstawowym materiałem źródłowym do ułożenia listy honorowych obywateli Sanoka jest dokument w formie księgi pod nazwą Obywatele honorowi królewskiego wolnego miasta Sanoka, przechowywanej w zbiorach Muzeum Historycznego w Sanoku. Na jej podstawie Edward Zając podał w 2002, iż w okresie 1867–1939 wyróżniono tytułem 24 osoby, a zaliczając do tego okres lat 1990–2002 łącznie uhonorowano 32 osoby. Bazując na tym samym źródle historyk tegoż muzeum Andrzej Romaniak wskazał listę 21 osób wyróżnionych tytułem do 1934 (listy sporządzone przez E. Zająca i A. Romaniaka częściowo pokrywają się, zaś w kilku przypadkach wymieniają inne osoby). Według Franciszka Oberca lista uhonorowanych zapisana w ww. księdze nie stanowi faktycznie pełnego wykazu wyróżnionych w okresie do 1939. Świadczy o tym np. brak adnotacji w księdze o wyróżnieniu tytułem czterech wysokich dostojników II Rzeczypospolitej w styczniu 1939, co potwierdziły inne źródła. Przy okazji oficjalnego wręczenia tytułu Stanisławowi Kułakowskiemu w 2013 poinformowano, że jest to 35. z kolei wyróżnienie w historii.
Ponadto inne publikacje (np. wydania corocznych Szematyzmów Królestwa Galicji i Lodomerii z Wielkim Księstwem Krakowskim) podawały przypadki przyznania tytułu osobom, nieustalone przez wymienionych wyżej badaczy.
| Honorowy Obywatel                | Lata życia  | Data nadania         | Uzasadnienie wyróżnienia oraz uwagi |  |
| -------------------------------- | ----------- | -------------------- | --- |  |
| Teofil Wojciech Ostaszewski      | (1807-1889) | 1848                 | Za działalność przy tworzeniu pierwszej szkoły ludowej na ziemi sanockiej (we Wzdowie) |  |
| Feliks (Szczęsny) Gorazdowski    | (1814-1903) | ?                    | W Sanoku zasiadł w komitecie Kasyna Narodowego, w prezydium Obwodowej Rady Narodowej, w okresie Wiosny Ludów 1848 jako reprezentant tejże przystąpił do Centralnej Rady Narodowej we Lwowie oraz pełnił mandat posła ziemi sanockiej na Sejm Ustawodawczy w Kromieryżu                                                        |  |
| Kacper Kostecki                  | (1785-1864) | około 1856           | Od 1841 do końca życia pracował jako lekarz powiatowy / obwodowy w Sanoku |  |
| Apolinar Mauthner                |             | około 1862           | Od 1857 do około 1860 pełnił urząd zwierzchnika cyrkułu sanockiego; inicjator założenia otwartego 1 sierpnia 1857 szpitala dla chorych. |  |
| Grzegorz Ławrowski               |             | około 1862           | Od około 1855 sprawował stanowisko adjunkta w urzędzie obwodowym w Sanoku w ramach cyrkułu sanockiego (Kreis). |  |
| Maksymilian Siemianowski         | (1810-1878) | około 1865           | Decyzją Rady Gminnej w Sanoku za zasługi w umacnianiu jedności społeczeństwa, w krzewieniu patriotyzmu, w gospodarczym rozwoju Sanoka. |  |
| Karl Kranzberg                   |             | 1865                 | Od około 1855 do około 1865 sprawował urząd zwierzchnika okręgowego (wzgl. naczelnika powiatowego; niem. Bezirkvorsteher) w Sanoku w ramach cyrkułu (obwodu) sanockiego. |  |
| Agenor Gołuchowski               | (1812-1875) | 13 listopada 1867    | Zasługi dla Galicji i Sanoka. Dyplom wręczono we Lwowie. |  |
| Erazm Łobaczewski                | (1867–1868) | 23 grudnia 1868      | Uhonorowanie pracy na stanowisku burmistrza Sanoka 1867–1868 (uchwalenie j. polskiego jako urzędowego dla Sanoka, wprowadzenie porządku w mieście, rozwój przestrzenny, powstawanie nowych ulic, samorządności, inicjatywy społeczne i gospodarcze).                                                                          |  |
| Roman Zdankiewicz                | (-1884)     | 10 stycznia 1872     | Prawość obywatelska i szczególne zasługi dla miasta. |  |
| Leon Studziński                  |             | 24 sierpnia 1874     | Prawość obywatelska, przychylność miastu, zasługi dla oświaty ludowej. |  |
| Władysław Skalski                | (-1901)     | 24 sierpnia 1874     | Działalność w służbie lekarza powiatowego, poprawa warunków szpitala w Sanoku. |  |
| Zenon Słonecki                   | (1831-1912) | 4 października 1877  | Przychylność dla spraw miasta jako Prezes Rady Powiatowej i Poseł na Sejm Krajowy. |  |
| Florian Ziemiałkowski            | (1817-1900) | 29 stycznia 1880     | Prawość obywatelska, liczne dowody przychylności miastu, zasługi dla oświaty ludowej w tym utworzenie w Sanoku C. K: Gimnazjum Męskiego w 1880. |  |
| Edward Gniewosz                  | (1822-1906) | 1 września 1880      | Starania skutkujące otwarciem 1 września 1880 C.K. Gimnazjum w Sanoku, jak też działalność na polu konstytucyjnym jako poseł do Rady Państwa, życzliwość i przychylność miastu. |  |
| Józef Schenk                     | (1813-1891) | 11 listopada 1880    | Uznanie za zasługi na stanowisku C.K. Prezydenta Sądu Krajowego Wyższego, życzliwości dla Sanoka, służby w kraju, działalności w dziedzinie sprawiedliwości. |  |
| Kazimierz Grocholski             | (1815-1888) | 8 lutego 1882        | Zasługi dla kraju i państwa, uznanie cnót obywatelskich i działalności dla spraw narodowych. |  |
| Marceli Tarnawiecki              | (1808-1886) | 14 lipca 1882        | Położone w kraju zasługi i znakomite cnoty obywatelskie. |  |
| Jan Towarnicki                   | (-1902)     | 11 listopada 1884    | Położone dla miasta zasługi, a w szczególności przy ustanowieniu C.K. Sądu Obwodowego w Sanoku. |  |
| Henryk Kieszkowski               | (1821-1905) | 10 maja 1886         | Zasługi na stanowisku dyrektora Towarzystwa Wzajemnych Ubezpieczeń w Krakowie. Dyplom wręczono w Lisku. Wybór stał się kontrowersyjny z racji ujawnienia defraudacji finansowej dokonanej przez wyróżnionego. |  |
| Feliks Gniewosz                  | (1836-1901) | 29 października 1891 | Zasługi dla miasta, m.in. na stanowisku prezesa Rady Powiatowej w Sanoku. |  |
| Stanisław Gniewosz               | (1834-1906) | 29 października 1891 | Zasługi dla miasta i kraju. |  |
| Kazimierz Badeni                 | (1846-1909) | 29 października 1894 | Znakomite zasługi dla państwa, kraju i miasta Sanoka; wobec miasta Sanoka zasługi w związku z wystawą krajową. Wręczenie dyplomu miało miejsce 10 marca 1895. |  |
| Adam Stanisław Sapieha           | (1828-1903) | 29 listopada 1894    | Zasługi, trudy, zabiegi i pracę dla kraju i ojczyzny; wobec miasta Sanoka zasługi w związku z wystawą krajową. Wręczenie dyplomu miało miejsce wiosną 1895. |  |
| Cyryl Jaksa Ładyżyński           | (1830-1897) | 1895                 | Zasługi dla miasta: starania na rzecz założenia C.K. Gimnazjum Męskiego w 1880 roku, powstania Sądu Obwodowego, Dyrekcji Skarbu, kolei, koszar, kościoła farnego, pomnika Tadeusza Kościuszki na Placu św. Jana. W nagrodę otrzymał dom przy ul. Sanowej.                                                                     |  |
| ks. Franciszek Salezy Czaszyński | (1811-1898) | 5 sierpnia 1895      | Zasługi dla miasta, w szczególności wybudowanie Kościoła Przemienienia Pańskiego, założenie cmentarza przy ulicy Rymanowskiej. Uroczystość wręczenia dyplomu odbyła się 16 marca 1896. |  |
| Aleksander Mniszek-Tchorznicki   | (1851-1916) | 16 września 1902     | Skuteczna obrona polskich interesów – wygranie procesu z Węgrami w sporze o Morskie Oko. |  |
| Oswald Balzer                    | (1858-1933) | 16 września 1902     | Skuteczna obrona polskich interesów – wygranie procesu z Węgrami w sporze o Morskie Oko. |  |
| Stanisław Badeni                 | (1850-1912) | 26 czerwca 1912      | Podczas pierwszego posiedzenia nowej Rady Miejskiej Wielkiego Sanoka (po przyłączeniu do Posady Sanockiej), nowa rada – stosownie do uchwały 30 większych miast Galicji – przyznała przez aklamację hr. Stanisławowi Badeniemu w uznaniu jego wielkich zasług dla kraju tytuł honorowego obywatelstwa Sanoka.                 |  |
| Feliks Giela                     | (1859-1936) | 19 lutego 1914       | Działalność na rzecz miasta na stanowiskach wiceburmistrza (w okresie powodzi) i burmistrza (włącznie do miasta Posady Sanockiej). Następnie jego imieniem nazwano ulicę w centrum Sanoka. |  |
| Władysław Beksiński              | (1850-1929) | 5 stycznia 1928      | W uznaniu zasług dla Sanoka; uhonorowany w dniu rezygnacji ze stanowiska inżyniera architekta miejskiego i przejścia na emeryturę po 38 latach pracy. |  |
| Józef Piłsudski                  | (1867-1935) | 11 listopada 1934    | Wskrzeszenie Państwa Polskiego. |  |
| Ignacy Mościcki                  | (1867-1946) | 15 stycznia 1939     | |  |
| Edward Śmigły-Rydz               | (1886-1941) | 15 stycznia 1939     | |  |
| Felicjan Sławoj Składkowski      | (1885-1962) | 15 stycznia 1939     | |  |
| Eugeniusz Kwiatkowski            | (1888-1974) | 15 stycznia 1939     | |  |
| Józef Agaton Morawski            | (1893-1969) | 17 stycznia 1939     | Zasługi dla miasta na stanowisku posła do Sejmu RP, w tym skuteczne interwencje w sprawie utworzenia w Sanoku oddziałów sądów i innych, wsparcie włączenia Sanoka do COP, utworzenia Fabryki Gumy, Fabryki Akumulatorów i Fabryki Obrabiarek (broni).                                                                         |  |
| ks. Adam Sudoł                   | (1920-2012) | 26 lipca 1994        | W uznaniu zasług oddanych dla Miasta poprzez długoletnią pracę duszpasterską i wychowawczą na rzecz mieszkańców Sanoka, a w szczególności za tworzenie zrębów demokracji na szczeblu samorządu lokalnego w III Rzeczypospolitej Polskiej. Uroczystość wręczenia tytułu odbyła się 10 listopada 1994.                          |  |
| ks. Antoni Wołek Wacławski       | (1900-1995) | 4 lipca 1995         | W uznaniu zasług oddanych dla Miasta w czasie długoletniej pracy duszpasterskiej i wychowawczej na rzecz mieszkańców, a w szczególności za prowadzenie w latach 1928-1948 Katolickiego Związku Młodzieży Rękodzielniczej i Przemysłowej w Sanoku oraz wybudowanie kościoła parafialnego pw. Najświętszego Serca Jezusowego.   |  |
| ks. Zdzisław Peszkowski          | (1918-2007) | 24 października 1995 | Zasługi dla upamiętnienia osób pomordowanych na wschodzie i ukazanie prawdy o zbrodni katyńskiej, polskiej Golgocie Wschodu jako Synowi Ziemi Sanockiej. |  |
| Stefan Stefański                 | (1914-1998) | 27 czerwca 1996      | Długoletnia i twórcza praca w sanockim muzealnictwie. Symboliczne wręczenie tytułu odbyło się 11 listopada 1996 bez uczestnictwa uhonorowanego (z uwagi na chorobę odebrał dyplom wcześniej w swoim domu). |  |
| Marian Pankowski                 | (1919-2011) | 30 kwietnia 1998     | Twórczość literacka i naukowa oraz popularyzacja polskiej kultury na Zachodzie, w tym miasta Sanoka. |  |
| papież Jan Paweł II              | (1920-2005) | 9 czerwca 1998       | Ogrom zasług dla Ojczyzny. Akt nadania tytułu został wręczony papieżowi podczas audiencji generalnej w Watykanie 29 listopada 2000. |  |
| Franciszek Ziejka                | (1940-2020) | 11 września 2001     | Jako rektorowi Uniwersytetu Jagiellońskiego za pracę i trud poniesiony przy powoływaniu i organizacji Państwowej Wyższej Szkoły Zawodowej im. Jana Grodka w Sanoku. |  |
| Jerzy Zdrada                     | (ur. 1936)  | 11 września 2001     | Jako Podsekretarzowi Stanu w Ministerstwie Edukacji Narodowej za orędownictwo zmierzające do powstania Państwowej Wyższej Szkoły Zawodowej im. Jana Grodka w Sanoku, dzięki czemu Sanok stał się miastem akademickim. |  |
| ks. Feliks Kwaśny                | (ur. 1941)  | 25 listopada 2008    | W dowód wdzięczności i uznania zasług, wniesionych w rozwój miasta w czasie długoletniej pracy duszpasterskiej, a w szczególności za utworzenie parafii Chrystusa Króla i wybudowanie kościoła w dzielnicy Wójtostwo; uroczystość wręczenia wyróżnienia odbyła się 8 stycznia 2009.                                           |  |
| Elżbieta Dzikowska               | (ur. 1937)  | 30 grudnia 2008      | Uznanie społeczności Sanoka dla wybitnych osiągnięć filmowych, pisarskich, publicystycznych, a zarazem forma podziękowania za wieloletnie rozsławianie Sanoka oraz Ziemi Sanockiej w kraju oraz poza jego granicami. |  |
| Feliks Kiryk                     | (1933-2022) | 9 listopada 2010     | |  |
| Stanisław Kułakowski             | (ur. 1946)  | 26 września 2013     | Całokształt pracy zawodowej lekarza w szpitalu sanockim od 1970 do 2012, w tym od 2001 na stanowisku Ordynatora Oddziału Kardiologii; uroczystość wręczenia tytułu odbyła się 24 października 2013. |  |
| Danuta Przystasz                 | (1920-2019) | 28 marca 2017        | Odwaga i poświęcenie, zaangażowanie w działalność konspiracyjną w latach II wojny światowej na terenie Sanoka, a potem w Warszawie, cierpienia w kazamatach UB, ofiarna praca na rzecz kultury polskiej i nieustanna troska o prawdę i pamięć o zbrodni katyńskiej. Uroczystość wręczenia tytułu odbyła się 20 kwietnia 2017. |  |
| Janusz Szuber                    | (1947-2020) | 7 listopada 2017     | Uroczystość wręczenia tytułu odbyła się 8 grudnia 2017. |  |
| ks. Andrzej Skiba                | (ur. 1948)  | 20 lutego 2018       | Uroczystość wręczenia tytułu odbyła się 5 kwietnia 2018. |  |
| Krystyna Chowaniec               | (ur. 1953)  | 20 lutego 2018       | Uroczystość wręczenia tytułu odbyła się 5 kwietnia 2018. |  |
| Janina Szombara                  | (1919–2022) | 27 czerwca 2019      | Uroczystość wręczenia tytułu odbyła się 25 lipca 2019. |  |
| Wiesław Banach                   | (ur. 1953)  | 29 października 2019 | Uroczystość wręczenia tytułu odbyła się 3 grudnia 2019. |  |
| Jerzy Ginalski                   | (ur. 1957)  | 25 czerwca 2020      | Inicjatywa przyznania tytułu po raz pierwszy w historii została złożona przez mieszkańców miasta; uroczystość wręczenia tytułu odbyła się 3 grudnia 2021. |  |

- Na posiedzeniu 3 lutego 1870 Rada Miejska odrzuciła wniosek o nadanie honorowego obywatelstwa Sanoka Wilhelmowi Kwiatkowskiemu[147].
- Historyk Alojzy Zielecki podał, że prócz Władysława Skalskiego, za zasługi w zakresie opieki zdrowotnej tytuł otrzymał Jacek Jabłoński[148][f].